# Эфесские письмена
Эфе́сские письмена́ (греч. Ἐφέσια Γράμματα) — магические заклинания, состоявшие из лишенных смысла слов, которые (по свидетельству Павсания) были нанесены на изображение Артемиды в её знаменитом эфесском святилище. Подобно мантрам и котодама, эфесские заклинания приобретали силу только в случае их точного и правильного произношения. Относительно практического применения заклинаний Плутарх свидетельствует, что маги советовали одержимым бесами произносить эфесские писания вслух. Также известно, что греческие борцы имели при себе папирусы с эфесскими заклинаниями, дабы путём их декламации придать себе волшебную силу перед началом поединка.